# Bělohradský buk
Bělohradský buk je památný strom - buk lesní ve městě Lázně Bělohrad v okrese Jičín. Nachází se na okraji zámecké zahrady.
- výška: 28 m
- obvod: 470 cm[1]

## Památné a významné stromy v okolí
- Svatojanský jasan
- Erbenův dub
- Lípa v Podemládí
- Lípa v Želejově
- Žižkovy duby